# 叙斯米乌
叙斯米乌（法語：Susmiou，法語發音：[sysmju]）是法国大西洋比利牛斯省的一个市镇，位于该省中部偏南，奥洛龙河左岸，和纳瓦朗克斯相望，属于奥洛龙-圣玛丽区。

## 地理
叙斯米乌（43°18'58"N, 0°46'34"W）面积3.5 平方千米，位于法国新阿基坦大区大西洋比利牛斯省，该省份为法国东南部省份，涵盖了贝阿恩与北巴斯克，西临大西洋比斯開灣，北至朗德省，东北接热尔省，东临上比利牛斯省，南与西班牙接壤。
与叙斯米乌接壤的市镇（或旧市镇、城区）包括：昂古斯、卡斯泰特诺-康布隆、纳瓦朗克斯、叙斯。
叙斯米乌的时区为UTC+01:00、UTC+02:00（夏令时）。

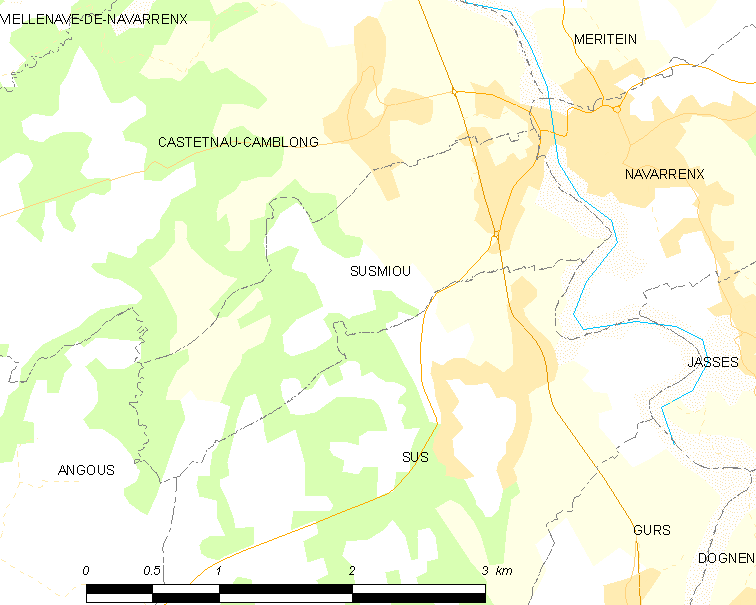
叙斯米乌的OSM定位图

## 行政
叙斯米乌的邮政编码为64190，INSEE市镇编码为64530。

## 政治
叙斯米乌所属的省级选区为贝阿恩中心县。

## 交通
省道D2线、D936线和D947线在境内交汇。

## 人口

1962-2008年间叙斯米乌人口变化图示

叙斯米乌于2022年1月1日时的人口数量为351人。